# Хронология истории Праги

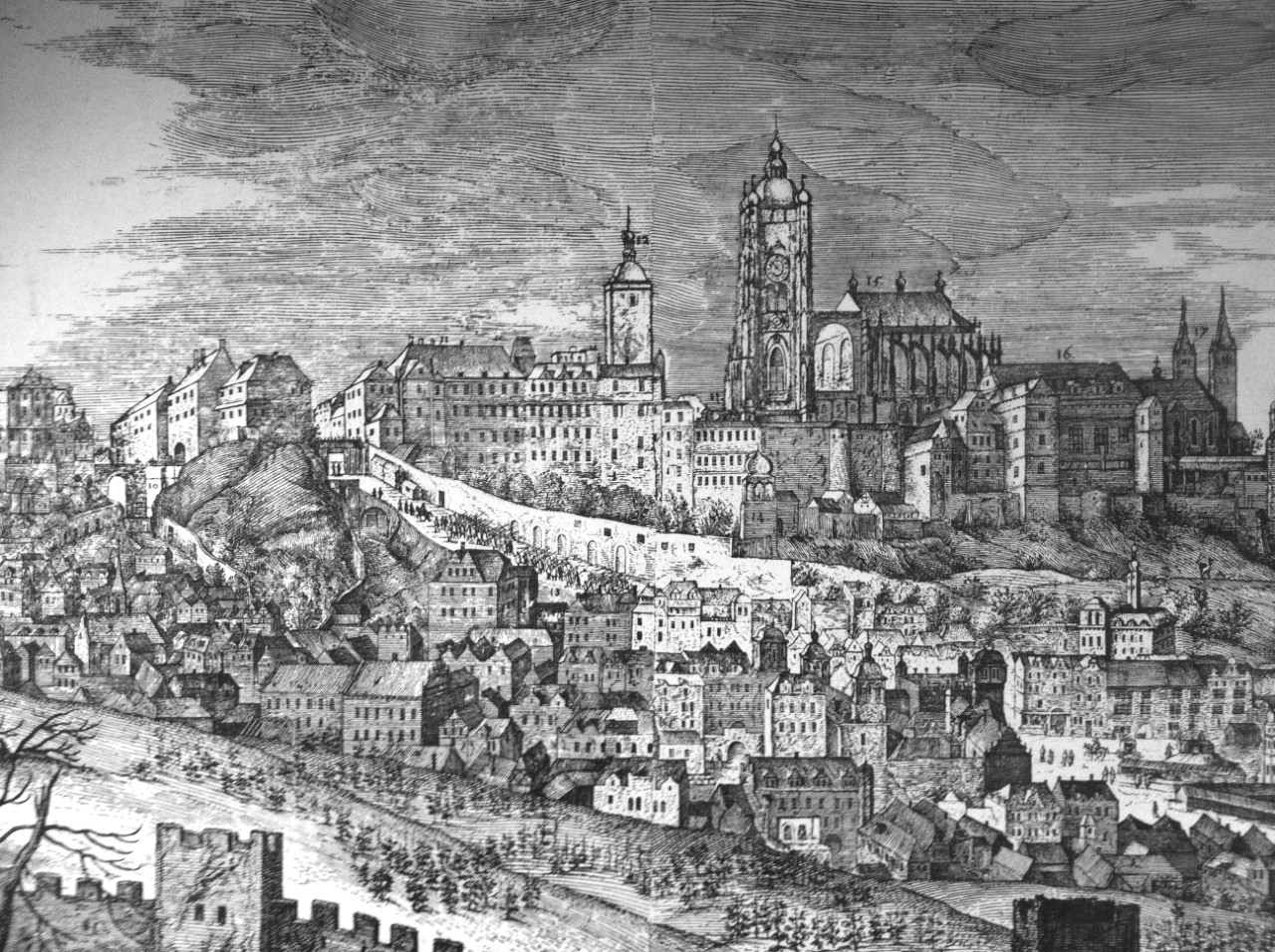
Пражский Град в 1606 году

От известных нам первых поселений славян в IX веке до настоящего времени Прага развивалась, постоянно увеличиваясь в размерах, объединяя соседние поселения и деревни. Прага была стольным городом Чешского княжества до конца XII века, в XIV, XV, XVI и XVII веках была столицей Священной Римской империи, а с 1918 года стала постоянной столицей нового Чехословацкого государства (с 1993 года только Чехии).
Существует легенда, что появление города связано с княгиней Либуше. Она вышла на скальный берег и предрекла, что на этом месте будет великий город (около Вышеграда).
Несмотря на то, что на территории современного города всегда были поселения, первые сведения о славянах относятся к IX веку, с этого периода и отсчитывается история Праги. Тогда на левом берегу Влтавы на утёсе появилась крепость (Пражский Град) и первая христианская церковь. Вскоре примерно в 950 году на правом берегу немного выше по течению была основана другая крепость — Вышеград и Собор Петра и Павла. В X веке Прага уже была центром государства Пржемысловичей, на правом берегу уже существовало поселение — Старе-Место. В средневековые времена городом могло считаться только поселение, имевшее крепостные стены. Они сформировались только в XIII веке. В 1172 году Влтаву пересёк первый каменный Юдитин мост.
Укреплённое Старе-Место основал Вацлав I в первой половине XIII века, которое стало первым пражским «городом». Сын Вацлава Пржемысл Отакар II под Пражским Градом тоже основал новый «город», впоследствии названный «Пражский малый град» (в XIX веке «Мала-Страна»). В 60-х годах XIV века Карл IV отодвинул стены южнее (см. Голодная стена).
При Карле IV Люксембургском облик Праги сильно изменился. По соседству с Вышеградом император основал четвёртый «город» в составе Праги — «Нове-Место». Неизвестно, кто точно являлся архитектором, возможно, Матьё Аррасский, возможно, частично сам Карл, но были спроектированы широкие проспекты и большие площади по масштабам Европы (например, Карлова площадь), которые не вызвали впоследствии проблем, как многие узкие улицы европейских городов. Чтобы Прага достойно выглядела в сравнении с Парижем и Римом, император решил построить кафедральный собор — Собор Святого Вита в Пражском Граде, которому подарил коллекцию реликвий и ценностей. В 1357 году было начато строительство нового каменного Карлова моста, сохранившегося до наших дней. Карл основал архиепископство, а в 1348 году первый к северу от Альп университет. Прага занимала площадь 10 км2 и насчитывала 50 тыс. жителей.
XV век ознаменовался выступлениями Яна Гуса (боролся за письменность и церковные песни на чешском языке, за права чехов в университете), развитием реформаторских настроений и началом Гуситских войн. Чешские города становились центрами реформации, против них Сигизмунд Люксембургский направил 5 крестовых походов. Чехи выиграли, но из-за внутренних раздоров борьба гуситов потерпела поражение, а Прага и далее осталась во владении Габсбургов. Во время сражений этого времени, часто братоубийственных, пришёл в упадок Вышеград, храм Марии Снежной не был достроен.
В конце XV века в Прагу был приглашён инженер и архитектор Бенедикт Рид. В Королевском дворце он завершил прославленный Владиславский зал, образец поздней готики с витиеватым сводчатым потолком. Просторность зала и большие квадратные окна говорят о влиянии ренессанса. К залу вела лестница, доступная для всадников, потому что там проводились турниры. К этому периоду относится появление Пороховой башни, часто изображаемой как символ Праги.
Во время приезда Максимилиана II в Италию из Испании чешская знать своими глазами увидела архитектуру Возрождения. Вельможи начали приглашать в свои загородные резиденции зодчих из итальянских городов. Фердинанд I повелел возвести рядом с Градом Летний дворец королевы Анны (Бельведер) с воздушными галереями, основал сад. Из-за пожаров в Градчанах и Мала-Стране архитектурный стиль проник и в фасады домов. В 1555 году Фердинанд Тирольский воздвиг Летний дворец Звезда, в котором воплощена геометрическая правильность шестиконечной звезды.
В 1583 году Рудольф II перенёс свою резиденцию и столицу Священной Римской империи снова в Прагу. Император покровительствовал наукам и искусствам, основал кунсткамеру и собрал коллекцию редкостей. Рудольф сыграл большую роль в ренессансной перестройке Праги и особенно Града. К этому периоды относится выражение «золотая Прага».
В 1618 году произошло восстание против немецкой власти, несколько наместников были выброшены из окна. В начавшейся Тридцатилетней войне важным событием стала Битва на Белой горе 1620 года, где чехи проиграли и остались зависимыми от германских правителей на следующие 300 лет, последовал упадок языка и германизация, Прага стала провинциальным городом. В конце Тридцатилетней войны город атаковали шведы. В ходе битвы под Прагой они захватили западную часть города, но старый город гарнизон и горожане удержали.
Основная идеологическая направленность носила антиреформаторский и античешский характер, несмотря на это под сильным влиянием иезуитов архитектурное и художественное наследие сильно обогатило Прагу.
Объединить пражские «города» в один пытался Людвиг Янгеллонский. Однако получилось это только у Йозефа II в 1784 году.
В XIX веке город стал резко расширяться, активно шла индустриализация. Большое влияние на развитие города оказали железные дороги. Появился Смиховский вокзал и многие другие. Как и в других городах Европы, в Праге ликвидировались средневековые крепостные стены, а на их месте прокладывались широкие проспекты, например Национальный проспект.
На конце XIX века пришёлся расцвет романтизма, чешские архитекторы соревновались за создание общественных зданий. В это время появились Национальный театр, Рудольфинум и другие.
На протяжении XX века исторический центр города сохранился крайне хорошо, не сильно пострадав даже во время Второй мировой войны. Находясь в Восточной Европе, город не пережил автомобильного бума 50-х годов. Предпочтение было отдано общественному транспорту, в первую очередь трамвайному. В то же время, не так популярен стал велосипед. Благодаря эффективно работающему транспорту исторический центр города хорошо сохранился до XXI века.

## Первые поселения
Ок. 4000 до н. э. — первая известная неолитическая стоянка на территории нынешней Праги.
Ок. 550—520 до н. э. — в урочище Завист, к югу от нынешней Праги, возникает одно из крупнейших в Европе укреплённых городище (оппидум) кельтского племени бойев, по имени которых названа земля (Богемия = Boiohemum, «земля бойев»).
Ок. нач. н. э. — на территорию Богемии проникают германские племена, в частности маркоманы под предводительством вождя Маробода (иначе Марабод, Марбут; первая исторически доказанная личность на территории нынешней Чехии).
Ок. 600 — первое славянское городище на территории Праги (в районе Велеславин, к западу от Града).
VII—IX вв. — крутая возвышенность у излучины Влтавы становится традиционным местом выбора первых племенных чешских князей.
Первая половина IX века — в источнике «Баварский географ» упоминается земля славянского племени Fraganeo (предположительно искажённое «Прага»).

## Появление Пражского Града
Нач. IX в. — построены первые деревянные укрепления и оборонительный ров. Начало существования пражского Града.
В это время князь Борживой I признал власть Великой Моравии над территорией Праги. Примерно в 883 или 884 году Борживой крестился, в пражских землях возникло недовольство, и он вынужден был покинуть земли. Князь смог вернуться только вместе с моравским войском, в знак восстановления своей власти он официально утвердил своей резиденцией Пражский Град и повелел построить первую христианскую церковь, освящённую в честь Девы Марии (по другим источникам переезд в Пражский Град был осуществлён позже, только при Спытигнева I). В 926 году в Граде была возведена ротонда — предшественница Собора Святого Вита.
Ок. 950 — на другом берегу выше по течению на скале над Влтавой была основана крепость Вышеград.
965 — еврейский (по другим данным — арабский) купец и путешественник Ибрагим бен Якуб описывает Прагу как «город из камня и известняка, самое богатое торжище, славное конями, железом и оловом, в котором проживает мирно великое множество евреев».
973 — Прага становится резиденцией епископа.
993 — в Бржевнове основан первый в чешских землях мужской монастырь ордена бенедиктинцев.
1003 — король Польши Болеслав I Храбрый захватывает Прагу.
1067 — князь Вратислав II переносит резиденцию на Вышеград.
1070 — на Вышеграде основан капитул.

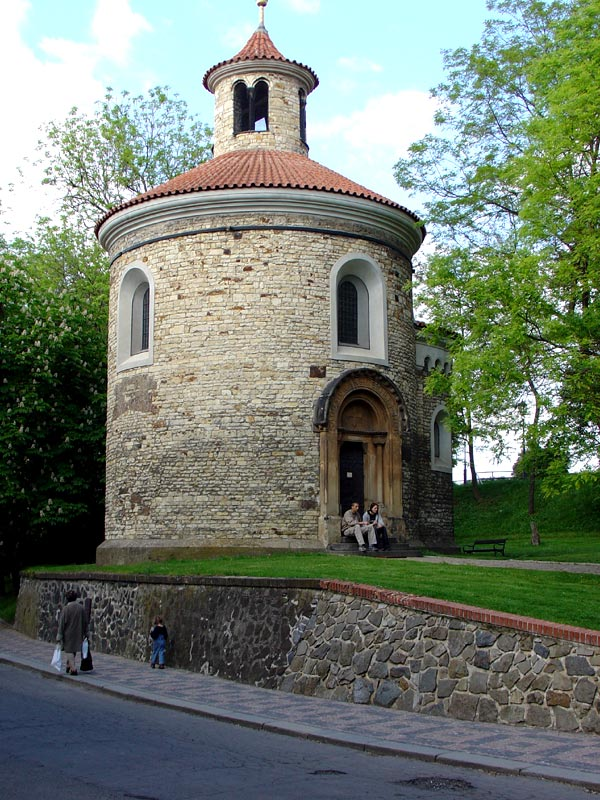
Романская ротонда Святого Мартина на Вышеграде

1085 — Прага становится столицей Чешского королевства.
1135 — начало перестройки Града в романском стиле (Vladimír Kupka).
1140 — после смерти Собеслава I резиденция чешских князей вновь возвращается в Пражский Град.
1142 — основан Страговский монастырь, ныне памятник чешской письменности (библиотека с собранием уникальных средневековых рукописей, манускриптов и первопечатных текстов).
1172 — вместо деревянного моста, существовавшего с начала X в. и сносимого рекой в 929, 1118 и 1157 годах, король Владислав II строит каменный мост (второй в Центральной Европе после Регенсбурга), названный в часть Юдиты (Juditin most), супруги короля (находился чуть ниже по течению, чем Карлов мост; уничтожен наводнением в 1342 году).
1230 — вокруг Старе-Места возводятся каменные укрепления с башнями и рвом (Vladimír Kupka).
1232 — Старе-Место получает статус королевского города. Население города составляет примерно 4000 человек.
1257 — король Пржемысл II Отакар даровал городские права поселению немецких колонистов под Градом, которое получило название «Младший город пражский», или Малый (Minor по латыни) в отличие от Старого, или Большого (Major) и известно в дальнейшем как Мала-Страна. Евреи, ранее населявшие эту местность, насильно переселены к северу от Старе-Места.
1270 — построена Староновая синагога, самое старое сохранившееся культовое место иудеев в Европе за пределами Пиренейского полуострова.
1318 — совет горожан Старе-Места утверждает Устав цеха портных, первый в чешских землях.
1320 — поселения к западу от Града получают статус подданного города под названием Градчани.
1338 — построена здание Староместская ратуша.
1344 — пражское епископство повышается до архиепископства. В ознаменование этого события Карл Люксембург, будущий король Чехии, начинает строительство готического собора Св. Вита в пражском Граде (будет завершено только в 20 гг. XX в.), одного из крупнейших в тогдашней Европе.
1347 — папа Климент VI издаёт буллу об основании в пражском Старе-Месте университета. В следующем году король Карл IV подтверждает это решение и освобождает университет от светской власти.
1348 — Карл IV издаёт указ об основании «Нового города пражского» («Nove Mesto»), самого крупного из исторических кварталов. Чешские земли, включая Прагу, опустошены эпидемией чумы.
1350 — Нове-Место от Тешнова до Вышеграда обнесено крепостной стеной протяжённостью 3,5 км (Vladimír Kupka).
1355 — Прага становится столицей Священной Римской империи.
9 июля 1357 — ровно в 5 часов 31 минуту Карл IV заложил краеугольный камень нового моста через Влтаву. Время было выбрано не случайно: речь идёт о «магическом» ряде нечётных цифр — в восходящем порядке год (1-3-5-7), число (9), а затем в нисходящем месяц (7), часы (5) и минуты (3-1), то есть, именно так, как императору рекомендовали придворные астрологи. Своё нынешнее название Карлов Мост получил только в 1870 году.
1362 — Карл IV возводит укрепления вокруг Градчан и Мала-Страны (т. н. «Голодная стена»). Общая протяжённость крепостных стен вокруг города достигает 6,5 км (Vladimír Kupka). Прага превращается в один из крупнейших и самых развитых городов Европы. Население всех пражских кварталов превышает 60 тыс. жителей, а территория — 7,6  км².
1382 — король Вацлав IV переносит резиденцию в Старе-Место (располагалась на месте нынешнего Общественного дома — Obecný Dům).
1389 — крупнейший еврейский погром в Праге, во время которого погибло до 3 тыс. человек.
1400 — священник Ян Гус начинает — вначале в церкви Св. Михала, а затем в Вифлеемской часовне — проповеди на чешском языке, которые послужили началом реформационного движения в чешских землях.
1410 — башня Староместской ратуши украшена астрономическими курантами (третьими по счёту в Европе после Падуи и Страсбурга).
1412 — беспорядки в Праге вследствие начала продажи индульгенций католической церковью.
1413 — сторонники Яна Гуса завоёвывают большинство в магистрате Старе-Места.
1415 — после казни по решению Констанцского собора Яна Гуса и его учеников и последователей Иеронима и Яна пражский университет объявляет себя свободным от подчинения церковным властям и собирает подписи в защиту движения реформы церкви.
1418 — предводителем наиболее радикальных последователей Яна Гуса становится проповедник Ян Желивский.
1419 — первая «пражская дефенестрация» (выбрасывание из окон семерых членов магистрата Нове-Места толпой возбуждённых горожан во главе с Яном Желивским), послужившая толчком начала гуситских войн. Вацлав IV умирает через несколько дней после этого события (по одной из версий — от апоплексического удара). Начинается период чешского бескоролевья.
1420 — последователи Яна Гуса под предводительством Яна Жижки из Троцнова наголову разбивают на горе Витков первый крестовый поход императора Сигизмунда Люксембурга.
1422 — Ян Желивский казнён своими соперниками по обвинению в узурпаторстве власти. Умеренная пражская верхушка, боясь радикализма таборитов, приглашает Сигизмунда Корибута, племянника короля Польши Владислава II Ягелло, на место правителя Чехии, но по приезде тот примыкает к гуситам и принимает участие в их походах.
1424 — Ян Жижка осаждает Прагу, намереваясь разрушить её за неповиновение, но снимает осаду после заключения перемирия.
1436 — потерпев несколько поражений от таборитов, император Сигизмунд после утверждения Базельских компактатов (соглашений) с умеренным крылом гуситского движения (чашники), восстанавливает свою власть в Праге, коронуясь чешской короной.
1437 — последний предводитель таборитов Ян Рогач из Дубы казнён на рынке Старого города вместе с 57 своими приверженцами после поражения у замка Сион.
1458 — на рынке Старе-Места королём Чехии избран предводитель чашников дворянин Йиржи из Подебрад.
1483—1484 — восстание горожан Старе-Места против восстановления католического влияния после прихода к власти польско-литовской династии Ягеллонов. Напуганный Владислав II возвращает королевскую резиденцию обратно в Град. Начало крупнейшей перестройки Града в стиле поздней готики (знаменитый Владиславский зал королевского дворца).

## XVI-XVII вв.
1517—1520 — беспорядки в Праге по причине противоречий между шляхтой и горожанами вследствие слабости власти малолетнего Людовика Ягеллона.
1526 — чешским королём после гибели Людовика II при Мохаче избран муж его сестры, Анны Ягеллонской, австрийский эрцгерцог Фердинанд Габсбург при условии соблюдения предъявленных ему требований сейма — гарантировать религиозную свободу чешских сословий, перенести столицу объединённого государства в Прагу, ликвидировать огромную задолженность двора, накопившуюся при Ягеллонах (в дальнейшем не выполнит практически ничего).
1541 — сильнейший пожар опустошает Мала-Страну, Градчани и Град. Евреи, обвинённые в поджоге, выселяются из города (им будет разрешено вернуться после 1560 г., но селиться только в строго отведённом месте, названном «гетто»).
1547 — восстание чешских сословий в Праге после попытки Фердинанда I набрать войско для борьбы с крестьянскими и религиозными волнениями в Германии, жестоко им подавленное. Города Чехии, включая Прагу, лишены привилегий.
1584 — император Рудольф II Габсбург переносит резиденцию двора из Вены в Прагу. Начало второго периода процветания Праги, когда она становится одним из культурных и научных центров Европы. Население пражских городов превышает 60 тыс. жителей.
1609 — Рудольф II издаёт т. н. «Грамоту Величества», в которой подтверждается право свободы отправления культа для чашников и чешских братьев (попытки её ограничения крайне непопулярным Фердинандом II Габсбургом приведут к событиям 1618 г.).
1618 — вторая пражская «дефенестрация» императорских чиновников, явившаяся толчком к началу восстания чешских сословий и опустошительной Тридцатилетней войны.

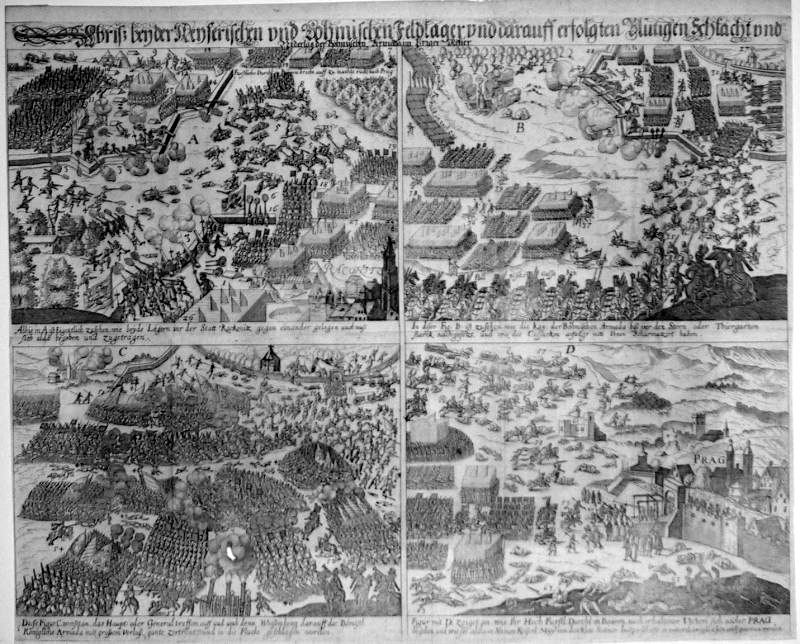
Битва на Белой Горе

1620 — поражение чешского сословного войска в битве у Белой Горы у Праги.
1621 — 27 чешских дворян, участников битвы у Белой Горы, повешены на Староместской площади.
1631 — войско саксонского курфюрста Иоганна Георга I захватывает Прагу.
1648 — шведы захватывают Мала-Страну и Град, причинив сильные разрушения и разграбив богатейшие коллекции Рудольфа II. Длительные бои на Карловом мосту и у стен Нове-Места. Население Праги в результате Тридцатилетней войны уменьшилось до 20 тыс. жителей.
1649 — вокруг Праги начато строительство кольца укреплений с бастионами (будет завершено только к 1727 году уже безнадёжно устаревшим).
1653 — орден иезуитов основывает в Праге высшее учебное заведение — коллегию — известное под названием Клементинум.
1669 — в Праге Матеем Вацлавом Штейером открыто издательство «Наследие св. Вацлава», выпустившее в течение 100 с лишним лет более 80 тысяч книг на чешском языке (преимущественно религиозного содержания) и тем самым внёсшее большой вклад в его сохранение, популяризацию и развитие.
1689 — большая часть Праги уничтожена пожаром.

## XVIII в.
1707 — основана Пражская инженерная школа (в настоящее время — Высшее техническое училище).
1717 — начало работы в Праге знаменитого архитектора К. И. Динценхофера, чьему таланту принадлежит большинство известнейших построек эпохи барокко (соборы Св. Николая в Мала-Стране и Старе-Месте, костёл Св. Кирилла и Мефодия, Пражская Лорета, Дом инвалидов, виллы «Америка» и «Портгеймка», перестройка в стиле барокко Клементинума, монастыря в Бржевнове, костёла Св. Томаша и многие другие).
1719 — в Праге начинается регулярное издание первой газеты на чешском языке под названием «Субботние пражские почтовые новости».
1738 — открывается первый театр с постоянной сценой.
1741 — французские и саксонские войска оккупируют Прагу в ходе войны за австрийское наследство.
1742 — французские и саксонские войска оставляют Прагу.
1744 — осада Праги войсками прусского короля Фридриха II. После жестокой трёхдневной бомбардировки город взят штурмом и безжалостно разграблен. По окончании войны евреи обвинены в предательстве и в очередной раз выселены из Праги.
1757 — прусские войска вновь осаждают Прагу, уже в ходе Семилетней войны, однако на сей раз город выстоял.
1760 — на месте старых засыпанных рвов между Старе-Местом и Нове-Местом устраиваются бульвары (нынешние улицы Народни, На Пршикопе и Револучни) (Vladimír Kupka).
1770 — в Праге основано «Приватное научное общество», предшественник Чешского королевского научного общества (осн. 1784) и Академии наук Чехии (1890).
1784 — согласно указу императора Иосифа II четыре исторических квартала объединены в единый город Прага.
1785 — чешским актёрам в Праге и ряде других городов Чехии разрешено давать публичные представления на родном языке (не разрешалось с 1771 года).
1787 — премьера оперы Моцарта «Дон Жуан» под управлением автора в театре графа Ностица (в настоящее время — Сословном), открытом в 1783 году.
1789 — население Праги составляет 79 тыс. жителей.
1790 — на Летне состоялся первый в Австрийской империи полёт на воздушном шаре.
1791 — по случаю коронации в Праге Леопольда II проведена первая на европейском континенте промышленная выставка, а также премьера менее известной оперы Моцарта «Милосердие Тита» (снова под управлением самого композитора). Возвращение в Прагу чешских королевских регалий, хранящихся с тех пор в Граде, вылилось в грандиозное народное торжество, послужившее сильным толчком процесса национального возрождения.
1796 — в Праге кругом дворян чешского происхождения основано «Общество патриотических друзей искусства», предшественник Национальной галереи.

## XIX век
1808 — «Общество распространения музыкальных искусств» открывает в Праге консерваторию, вторую в Европе после парижской.
1813 — в июле-августе в Праге проводится мирный конгресс − переговоры между Россией и Пруссией, с одной стороны, и Францией — с другой, при посредничестве Австрии и участии представителей Англии в Швеции в качестве наблюдателей. Стороны не пришли к мирному соглашению, и Австрия окончательно примкнула к шестой антифранцузской коалиции держав.
1817 — основан первый пражский пригород — Каролиненталь (нынешний Карлин).
1818 — Национальный музей. Основана Чешская академия наук и искусств.
1829 — устройство двух линий омнибуса знаменует начало городского общественного транспорта Праги.
1830 — население Праги достигает 100 тыс. жителей. Построена линия конно-железной дороги, соединившей Прагу с Кладно.
1834 — в театре Ностица состоялась премьера комедии «Фидловачка» (чеш. «праздник сапожников») чешского писателя и драматурга Й. К. Тыла, где прозвучала песня «Где отчий дом мой» на музыку композитора Ф. Шкроупа, ставшая с 1920 года частью гимна Чехословакии, а позднее — гимном Чешской республики.
1836 — Фердинанд I по прозвищу «Мягкосердечный», последний из представителей Габсбургской династии, коронован в Праге как король Чехии Фердинанд V.
1841 — спустя почти 500 лет построен второй постоянный пражский мост (Мост императора Франца I, или Цепной; находился на месте нынешнего Моста Легионов; разобран в 1898 по причине недостаточной прочности и стабильности).
1845 — Прага связана железной дорогой с паровой тягой с Оломоуцем и Веной.
1846 — на улицах Праги появились первые газовые фонари.

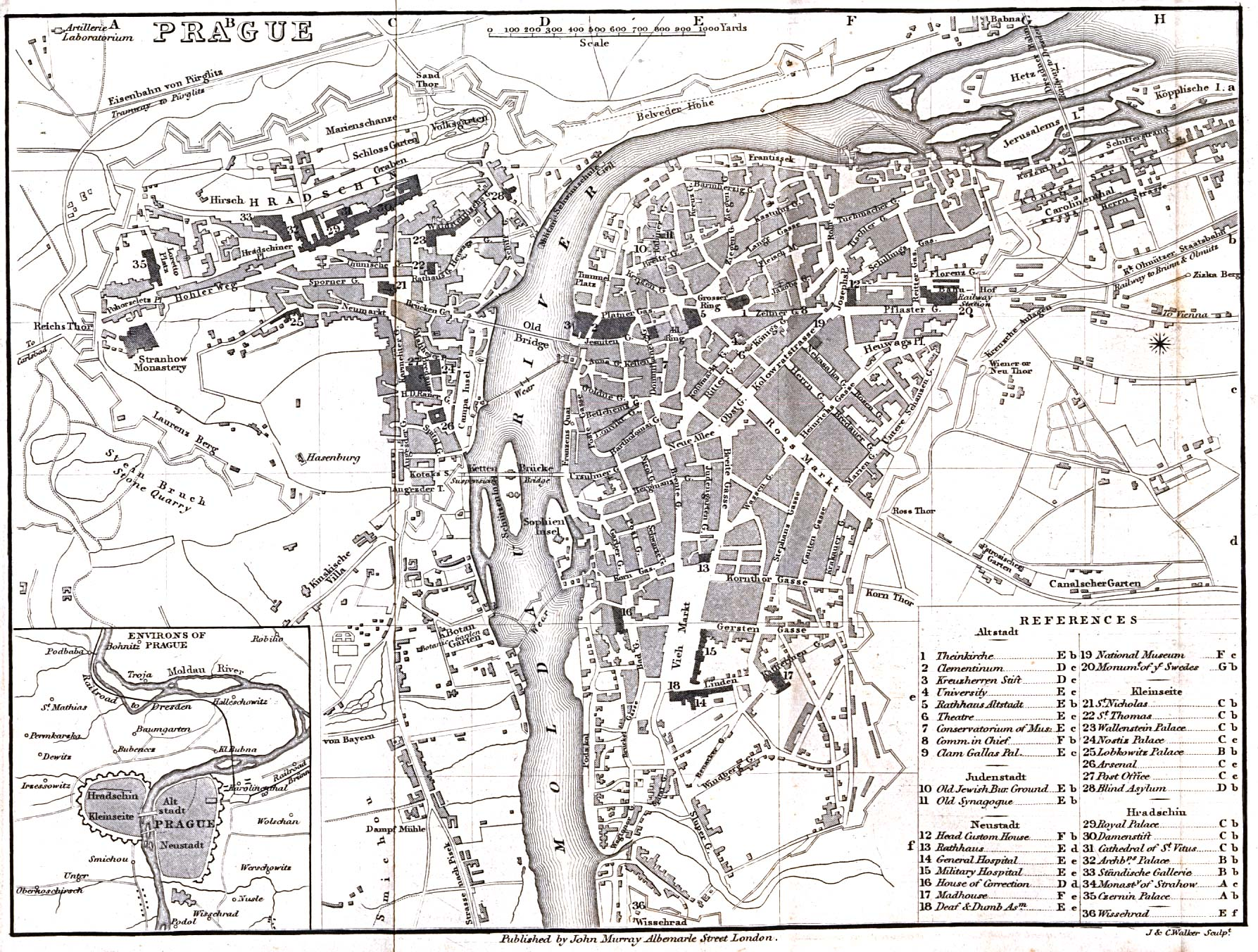
Карта Праги 1858 г.

Май-июнь 1848 — в Праге созывается Славянский съезд. Недовольные умеренной программой делегатов радикальные горожане (в основном, студенты) поднимают восстание против власти Габсбургов, которое безжалостно подавлено австрийским гарнизоном под командованием фельдмаршала Виндишгреца. Восстание начинается у статуи св. Вацлава на Конном рынке. В этом же году рынок переименован в Вацлавскую площадь
1850 — еврейский город получает название Йозефов (в честь императора Иосифа II, издавшего первые указы о равноправии евреев) и включён в состав Праги как её пятый квартал.
1861 — чехи добиваются большинства в пражском магистрате и удерживают его до конца существования австро-венгерской монархии.
1863 — открыто первое высшее женское училище.
1866 — после поражения австрийской армии под Садовой оставленная без защиты Прага оккупирована прусскими войсками.
1871 — группа чешских промышленников в пражском предместье Либень основывает «Первый чешско-моравский машиностроительный завод», будущий концерн ЧКД.
1874 — срыта основная часть пражских укреплений вокруг Нове-Места и Мала-Страны (Vladimír Kupka).
1875 — пущена первая линия городской конно-железной дороги («конка»; закрыта в 1905 году).
1881 — закончено строительство Национального театра (отстроен заново после пожара в 1883).
1882 — первая улица в Праге (Гибернска — Hybernská) освещена электрическими дуговыми лампами. В августе этого же года открыта первая общественная телефонная станция (к концу года число абонентов достигает 25). Вследствие значительного роста числа студентов-чехов Пражский университет разделён на чешский и немецкий (вновь объединены в 1920 году).
1883 — в состав Праги входит Вышеград. Открыта первая в городе бесплатная амбулатория.
1884 — предместье Голешовице-Бубни присоединены к Праге как седьмой квартал.
1891 — в связи с проведением юбилейной промышленной выставки в Праге открыто движение электрического трамвая. В этом же году построено два первых фуникулёра.
1893 — начата «санация» Старе-Места, сильно пострадавшего в результате катастрофического наводнения 1890 года, план которой предусматривал снос всех старых зданий с разбивкой широких улиц и бульваров наподобие Вены или Парижа (к счастью, дело ограничилось частично только Йозефовом).
1897 — после беспорядков и столкновений между чешским и немецким населением города, сопровождавшимися погромами, поджогами и жертвами среди демонстрантов, в Праге 2 декабря введено чрезвычайное положение (отменено в феврале 1898 года). Открыт первый кинотеатр («Электрический театр»).
1899 — в Праге основан Чешский олимпийский комитет, что позволило Чехии в следующем году впервые выступить на олимпийских играх отдельной командой.

## XX век
1900 — население Праги превышает 200 тыс.жителей.
1901 — к Праге присоединён район Либень.
1907 — в Праге основан первый автозавод (марку «Praga» он получил год спустя).
1908 — в июле проходил IV Славянский съезд, закончившийся неудачей ввиду острых разногласий между отдельными делегациями (России и Польши, Сербии и Болгарии). В сентябре-ноябре в Праге обострение чешско-немецких противоречий после скандалов и беспорядков в ходе проведения заседаний чешского земского сейма, закончившееся его роспуском и объявлением чрезвычайного положения (отменено 14 декабря). В этом же году пущена первая линия пражского автобуса.
1911 — в Праге основана первая чешская киностудия (Kinofa).
28 октября 1918 — Прага провозглашена столицей вновь образованной независимой Чехословацкой республики.
1 января 1922 — к Праге присоединено 37 окрестных городов, местечек и сел. Население Большой Праги выросло до 677 тыс. жителей. Начало регулярных передач программ Чешского радио. Официально частью Праги стали такие районы, как Винограды, Смихов, Карлин, Жижков, Голешовице.

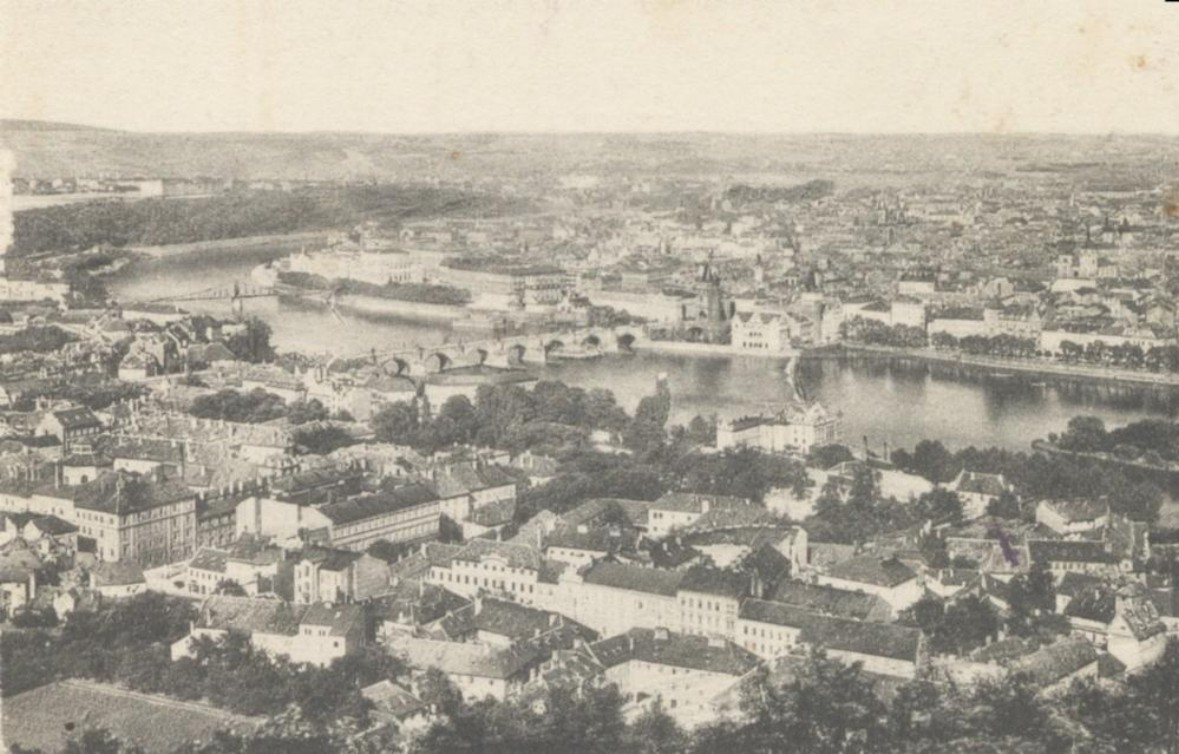
Вид Старого места между 1869 и 1914 годами.

1926 — на холме Страгов для проведения слётов физкультурно-патриотического общества «Сокол» построен крупнейший в мире стадион с трибунами на 250 тыс. мест.
1930 — в кинотеатре «Альфа» состоялась премьера первого чешского звукового кинофильма («Виселица»; само звуковое кино появилось годом ранее).
1931 — в районе Троя открыт зоопарк.
1936 — в Праге пущена первая линия троллейбуса.
1937 — открыт международный аэропорт в Рузине (заменил самый первый в Кбели).
23 сентября 1938 — объявлена всеобщая мобилизация Чехословацкой армии в ответ на германский ультиматум о передаче пограничных районов страны с преобладающим немецким населением в состав Третьего рейха.
15 марта 1939 — Прага вместе с оставшейся частью Чехословакии оккупирована германской армией.
26 мая 1939 — В Праге введено правостороннее движение транспорта, на 10 дней позже остальной оккупированной к тому времени территории страны.
28 октября 1939 — по случаю годовщины провозглашения независимости Чехословакии в Праге состоялась многотысячная демонстрация, жестоко подавленная нацистами. Один из её участников, студент Ян Оплетал, умер от полученных ран 11 ноября 1939. Его похороны 15 ноября 1939 вылились в новую манифестацию, также подавленную оккупационными властями. Более 1000 человек было брошено в концентрационный лагерь Заксенхаузен.
17 ноября 1939 — казнь 9 участников антифашистской демонстрации (отмечается как Международный день студента).
27 мая 1942 — чехословацкие парашютисты Йозеф Габчик и Ян Кубиш смертельно ранят наместника Чехии Гейдриха, что приводит к развязыванию террора в отношении мирного населения.
14 февраля 1945 — авиация союзников наносит сильнейший за всю войну удар по Праге. Существует версия, что пилоты, вылетевшие из Италии, в условиях густой облачности перепутали Прагу с Дрезденом. В ходе бомбардировки более 700 человек погибло и более 1200 было ранено.
5-7 мая 1945 — начало пражского восстания против немецких оккупантов. Отряды власовской армии переходят на сторону восставших и вытесняют гитлеровцев из города.
8-9 мая 1945 — Прага освобождена Красной Армией в ходе Пражской операции.
1947 — Прага избрана местом проведения первого первого Всемирного фестиваля молодёжи и студентов.
25 февраля 1948 — в результате правительственного кризиса коммунисты захватывают власть в Чехословакии.
июнь 1953 — стихийные демонстрации и забастовки на заводах Праги после объявления денежной реформы, аннулировавшей значительную часть сбережений граждан. В этом же году Чешское телевидение начало регулярные передачи.
1957 — начало строительства микрорайона Петршины — первого района массовой панельной жилой застройки.
1960 — население Праги превышает 1 миллион жителей.
1966 — начато строительство скоростного подземного трамвая (через год было принято решение о строительстве метрополитена).
27 июня 1967 — в Праге открывается IV съезд союза писателей Чехословакии (среди участников которого были Людвиг Вацулик, в последующем автор манифеста «Две тысячи слов», Милан Кундера, Вацлав Гавел, Павел Когоут, Иван Клима и др.), где впервые открыто прозвучали призывы к свободе слова в общественной и политической жизни страны.
31 октября 1967 — после неоднократных отключений электроэнергии в общежитиях на Страгове студенты пражских институтов вышли на демонстрацию с зажжёнными свечами и лозунгами «Нам нужен свет!». Демонстрация была жестоко разогнана милицией, несколько человек было ранено, многие арестованы.
5-7 января 1968 года — пленум ЦК Коммунистической партии Чехословакии под воздействием настроений в обществе производит чистку прежнего партийного руководства. Начинается короткий период демократизации и либерализации чехословацкого общества, известный как Пражская весна.
20 августа 1968 — незадолго до полуночи в аэропорту Рузине приземляются первые самолёты с советскими десантниками, знаменуя начало вторжения войск стран-участниц Варшавского договора, подавивших Пражскую весну.
16 января 1969 — студент Ян Палах совершает акт самосожжения в знак протеста против интервенции СССР и его союзников. В январе-апреле его примеру последуют 27 человек (7 из них погибли).
28 марта 1969 — после второй победы сборной Чехословакии над советской на чемпионате мира по хоккею в Стокгольме на Вацлавской площади поздно вечером собралось около 150 тыс. человек, скандирующих антисоветские лозунги («В августе вы — в марте мы!», «Здесь вам танки не помогут!» и др.). Демонстрация сопровождалась нападением на офис представительства «Аэрофлота» (есть версия, что это было провокацией спецслужб), что было использовано СССР как предлог для ультиматума о полной смене партийного и государственного руководства ЧССР.
21 августа 1969 — на Вацлавской площади и в других местах прошли многотысячные демонстрации в память о годовщине советской интервенции, которые были подавлены милицией, в том числе отрядами специального назначения.
1974 — пущена первая линия пражского метро. К Праге присоединены несколько десятков окрестных местечек и деревень, в результате чего её территория увеличилась почти вдвое и остаётся такой до настоящего времени.
1 января 1977 — пятеро чехословацких диссидентов (Вацлав Гавел, Иржи Гаек, Павел Когоут, Зденек Млынарж и Ян Паточка) нелегально выпускают в Праге «Заявление „Хартии-77“», в котором сформулирован протест против несоблюдения Чехословакией собственных обязательств в области прав человека. Документ становится основой одноимённого движения, многие деятели которого сыграют важную политическую роль в процессах демократизации конца 80-х гг.
апрель 1987 — в ЧССР приезжает с официальным визитом лидер СССР М. С. Горбачёв, побывавший на нескольких пражских заводах и участвовавший во встречах с населением. После этого в стране постепенно начинают проводиться демонстрации в поддержку идей советской перестройки и требованиями демократизации режима.
июль-сентябрь 1989 — тысячи «туристов» из ГДР (как правило, с автомобилями и палатками) до предела заполняют улицы Мала-Страны по соседству с посольством ФРГ с целью проникновения на его территорию и получения западногерманской визы для эмиграции в эту страну. После их выезда улицы Праги оказываются буквально забитыми брошенными «трабантами».
17 ноября 1989 — разгон студенческой демонстрации с антикоммунистическими лозунгами, ставший началом Бархатной революции в Чехословакии.
29 декабря 1989 — на заседании Национального собрания ЧССР Вацлав Гавел избран первым в течение последних 40 лет некоммунистическим президентом страны.
1992 — исторический центр Праги включён в список объектов Всемирного наследия ЮНЕСКО.
1 января 1993 — после «бархатного развода» Чехословакии Прага становится столицей независимой Чешской республики.

## XXI век
сентябрь 2000 — Прага выбрана местом проведения заседания Международного валютного фонда, которое сопровождалось уличными беспорядками и столкновениями полиции с т. н. «антиглобалистами», в массе своей прибывшими из-за рубежа.
В октябре 2001 г. в преддверии саммита глав стран-членов НАТО были проведены беспрецедентные меры по обеспечению безопасности, в результате чего инцидентов удалось избежать.
7-15 августа 2002 — Прага испытала катастрофическое «тысячелетнее» наводнение на реке Влтава (расход воды со среднесуточных 150—160 м³/сек. возрос до 5300 м³/сек.). Его последствия устранялись в течение почти двух лет.
апрель-май 2004 — в Праге проведён чемпионат мира по хоккею с шайбой. Успех этого мероприятия позволил выдвинуть идею о проведении в 2016 или 2020 году Олимпийских игр.
апрель 2008 г. — Пражская декларация.
май 2015 — чемпионат мира по хоккею с шайбой в Праге.
май 2024 — чемпионат мира по хоккею с шайбой в Праге.